# 列东街道
列东街道是中国福建省三明市三元区下辖的一个街道。

## 历史沿革
2005年，徐碧乡撤消，原徐碧乡所辖的列东村并入列东街道。2021年，梅列区和三元区合并为新的三元区，三元区人民政府迁驻列东街道办公。

## 行政区划
列东街道共辖11个社区及1个行政村，分别是：：
江滨社区、一路社区、二路社区、三路社区、四路社区、梅岭社区、高岩社区、崇桂社区、圳尾社区、东安社区、新和社区和列东村。